# Kaisei Kano
Kaisei Kano (japanisch 狩野 海晟 Kano Kaisei; * 8. Februar 2002 in der Präfektur Miyagi) ist ein japanischer Fußballspieler.

## Karriere
Kaisei Kano erlernte das Fußballspielen in der Jugend von Montedio Yamagata sowie in der Universitätsmannschaft der Kanto-Gakuin-Universität. Seinen ersten Vertrag unterschrieb er am 1. Februar 2024 bei seinem Jugendverein Montedio Yamagata. Der Verein aus der Präfektur Yamagata spielte in der zweiten Liga, der J2 League. Sein Zweitligadebüt gab Kano am 9. Juni 2024 (19. Spieltag) im Heimspiel gegen Ōita Trinita. Bei dem 0:0-Unentschieden wurde er in der 76. Minute für Yūsuke Gotō eingewechselt. In seiner ersten Profisaison bestritt er drei Zweitligaspiele. Im Februar 2025 wechselte er auf Leihbasis zum Drittligisten Fukushima United FC.